# Liste von Namensreaktionen/W
| Entdecker                                                       | Jahr             | Reagenzien                                                                                              | Kurzbeschreibung | Zielmolekül(e)                      | Quelle               |
| Wacker-Oxidation                                                | Wacker-Oxidation | Wacker-Oxidation                                                                                        | Wacker-Oxidation | Wacker-Oxidation                    | Wacker-Oxidation     |
| --------------------------------------------------------------- | ---------------- | --- | --- | ----------------------------------- | -------------------- |
| Jürgen Smidt (Wacker-Chemie)                                    | 1959             | Alkene, Sauerstoff, Palladium(II)-chlorid                                                               | Oxidation | Aldehyde                            | [ 1 ]                |
| Reaktionsschema Wacker-Oxidation                                |                  | | |                                     |                      |
| Wagner-Jauregg-Reaktion                                         |                  | | |                                     |                      |
| Theodor Wagner-Jauregg                                          | 1931             | Diarylethene, Maleinsäureanhydrid                                                                       | doppelte Diels-Alder-Reaktion | Naphthaline                         | [ 2 ]                |
| Reaktionsschema Wagner-Jauregg-Reaktion                         |                  | | |                                     |                      |
| Wagner-Meerwein-Umlagerung                                      |                  | | |                                     |                      |
| Georg Wagner, Hans Meerwein                                     | 1899/1914        | Alkane mit Abgangsgruppe, Säure                                                                         | intramolekulare [1+2]-Umlagerung am Carbeniumion | stabileres Carbeniumion             | [ 3 ] [ 4 ]          |
| Reaktionsschema Wagner-Meerwein-Umlagerung                      |                  | | |                                     |                      |
| Wakamatsu-Reaktion                                              |                  | | |                                     |                      |
| Hidetoshi Wakamatsu                                             | 1971             | Aldehyde, Carbonsäureamide, Kohlenstoffmonoxid, Cobalt-/Palladium-Katalysator                           | Aminocarbonylierung | N-Acyl-α-aminosäuren                | [ 5 ]                |
| Reaktionsschema Wakamatsu-Reaktion                              |                  | | |                                     |                      |
| Walden-Inversion                                                |                  | | |                                     |                      |
| Paul von Walden                                                 | 1896             | stereochemische Zentren                                                                                 | Umkehrung der Stereochemie bei nukleophiler Substitution |                                     | [ 6 ]                |
| Reaktionsschema Walden-Inversion                                |                  | | |                                     |                      |
| Wallach-Abbau                                                   |                  | | |                                     |                      |
| Otto Wallach                                                    | 1916             | α,α-Dibromcyclohexanone, Base, Blei(IV)-oxid                                                            | Favorskii-Umlagerung zur 1-Hydroxycyclopentan-carbonsäure, Oxidation unter CO2-Abspaltung                                                                                   | Cyclopentanone                      | [ 7 ]                |
| Reaktionsschema Wallach-Abbau                                   |                  | | |                                     |                      |
| Wallach-Imidazolsynthese                                        |                  | | |                                     |                      |
| Otto Wallach                                                    | 1882             | α-Diamide/N-Alkylamide mit β-Stickstoffatom, Phosphor(V)-chlorid                                        | Bildung eines Chlorimines, Cyclisierung | Imidazole                           | [ 8 ]                |
| Reaktionsschema Wallach-Imidazolsynthese                        |                  | | |                                     |                      |
| Wallach-Umlagerung                                              |                  | | |                                     |                      |
| Otto Wallach                                                    | 1880             | Azoxybenzole, Säure                                                                                     | Umlagerung | Hydroxyazabenzole                   | [ 9 ]                |
| Reaktionsschema Wallach-Umlagerung                              |                  | | |                                     |                      |
| Wasserman-Bormann-Macrolactamsynthese                           |                  | | |                                     |                      |
| Harry H. Wasserman, Dieter Bormann                              | 1970/81          | Lactame, Cyclische Iminoether, Natriumcyanoborhydrid                                                    | Bildung einer bicyclischen Verbindung, Ringöffnung | Macrolactame                        | [ 10 ] [ 11 ]        |
| Reaktionsschema Wasserman-Bormann-Macrolactamsynthese           |                  | | |                                     |                      |
| Watanabe-Conlon-Transvinylierung                                |                  | | |                                     |                      |
| Warren H. Watanabe, Lawrence E. Conlon                          | 1957             | Alkohole, Ethylvinylether, Quecksilber(II)-acetat                                                       | Übertragung der Vinylgruppe auf den Alkohol | Vinylether                          | [ 12 ]               |
| Reaktionsschema Watanabe-Conlon-Transvinylierung                |                  | | |                                     |                      |
| Watanabe-Indolsynthese                                          |                  | | |                                     |                      |
| Yumiko Watanabe                                                 | 1996             | Aniline, Glycole oder Ethanolamine, Ruthenium/Palladium-Katalysator                                     | oxidative Cyclisierung | Indole (auch andere Heterocyclen)   | [ 13 ]               |
| Reaktionsschema Watanabe-Indolsynthese                          |                  | | |                                     |                      |
| Watanabe-Cenini-Söderberg-Reaktion                              |                  | | |                                     |                      |
| Yoshihisa Watanabe, Sergio Cenini, Björn C. Söderberg           | 1992/97/98       | o-Nitrostyrole, Kohlenstoffmonoxid, Palladium-Katalysator                                               | reduktive Cyclisierung | Indole                              | [ 14 ] [ 15 ] [ 16 ] |
| Reaktionsschema Watanabe-Cenini-Söderberg-Reaktion              |                  | | |                                     |                      |
| Weerman-Abbau                                                   |                  | | |                                     |                      |
| Rudolf Adrian Weerman                                           | 1910             | α-Hydroxy-Carbonsäureamide/α,β-ungesättigte Carbonsäureamide, Natriumhypochlorid                        | Hofmann-Umlagerung | um ein C-Atom verkürzte Aldehyde    | [ 17 ]               |
| Reaktionsschema Weerman-Abbau                                   |                  | | |                                     |                      |
| Weidenhagen-Synthese                                            |                  | | |                                     |                      |
| Rudolf Weidenhagen                                              | 1935             | α-Hydroxyketone, Aldehyde, Ammoniak, Kupfer(II)-acetat, Natriumsulfid                                   | Modifikation der Radziszewski-Synthese | Imidazole                           | [ 18 ]               |
| Reaktionsschema Weidenhagen-Synthese                            |                  | | |                                     |                      |
| Weinreb-Amidierung                                              |                  | | |                                     |                      |
| Steven M. Weinreb                                               | 1977             | Carbonsäuren, N,O-Dimethylhydroxylamin, Kupplungsreagenz wie Trimethylaluminium                         | Amidierung | Weinreb-Amide                       | [ 19 ]               |
| Reaktionsschema Weinreb-Amidierung                              |                  | | |                                     |                      |
| Weinreb-Ketonsynthese                                           |                  | | |                                     |                      |
| Steven M. Weinreb                                               | 1981             | Carbonsäurechloride, N,O-Dimethylhydroxylamin, Grignard-Reagenzien/Organolithiumverbindungen            | Bildung eines Weinreb-Amides, Reduktion | Ketone, Aldehyde                    | [ 20 ]               |
| Reaktionsschema Weinreb-Ketonsynthese                           |                  | | |                                     |                      |
| Weiss-Reaktion (Weiss-Cook-Reaktion)                            |                  | | |                                     |                      |
| Ulrich Weiss                                                    | 1968             | 1,2-Dicarbonylverbindungen, 3-Oxoglutarsäurediester                                                     | Aldolreaktionen, Michael-Reaktionen | cis-Bicyclo[3.3.0]octan-3,7-dione   | [ 21 ]               |
| Reaktionsschema Weiss-Reaktion                                  |                  | | |                                     |                      |
| Weitz-Scheffer-Epoxidierung                                     |                  | | |                                     |                      |
| Ernst Weitz, Alfred Scheffer                                    | 1921             | elektronenarme Alkene, Wasserstoffperoxid in einer alkalischen Lösung                                   | Oxidation | Epoxide                             | [ 22 ]               |
| Reaktionsschema Weitz-Scheffer-Epoxidierung                     |                  | | |                                     |                      |
| Wender-Cycloaddition                                            |                  | | |                                     |                      |
| Paul Wender                                                     | 1998             | Vinylcyclopropane, Alkine, Rhodium-Katalysator                                                          | [5+2]-Cycloaddition | Cycloheptene                        | [ 23 ]               |
| Reaktionsschema Wender-Cycloaddition                            |                  | | |                                     |                      |
| Wender-Indolsynthese                                            |                  | | |                                     |                      |
| Paul Wender                                                     | 1981             | N-Acylanilin, Organolithiumverbindung, α-Halogenketone                                                  | ortho-Lithiierung, Cyclisierung, Dehydratisierung | Indole                              | [ 24 ]               |
| Reaktionsschema Wender-Indolsynthese                            |                  | | |                                     |                      |
| Wenker-Synthese                                                 |                  | | |                                     |                      |
| Henry Wenker                                                    | 1935             | β-Aminoalkohole, Schwefelsäure, Natronlauge                                                             | Bildung eines Schwefelsäureesters, intramolekularer Ringschluss | Aziridine                           | [ 25 ]               |
| Reaktionsschema Wenker-Synthese                                 |                  | | |                                     |                      |
| Wenkert-Arylierung                                              |                  | | |                                     |                      |
| Ernest Wenkert                                                  | 1984             | fünfgliedrige Heterocyclen, Grignard-Verbindungen, Nickel(II)-chlorid (Katalysator)                     | | 1,4-Diaryl-1,3-butadiene            | [ 26 ]               |
| Reaktionsschema Wenkert-Arylierung                              |                  | | |                                     |                      |
| Wenzl-Imamoto-Reduktion                                         |                  | | |                                     |                      |
| H. Wenzl, Tsuneo Imamoto                                        | 1982/87          | Carbonylverbindungen/Nitrile/Nitroverbindungen, in Seltenerdmetalllegierungen eingelagerter Wasserstoff | selektive Hydrierung | Alkohole/Amine                      | [ 27 ] [ 28 ]        |
| Reaktionsschema Wenzl-Imamoto-Reduktion                         |                  | | |                                     |                      |
| Wesseley-Moser-Umlagerung                                       |                  | | |                                     |                      |
| Fritz Wessely, Georg Herbert Moser                              | 1930             | Flavone/Flavonoide mit ungeschützter Hydroxygruppe in Position 5, Säure                                 | Umlagerung |                                     | [ 29 ]               |
| Reaktionsschema Wesseley-Moser-Umlagerung                       |                  | | |                                     |                      |
| Westphal-Synthese                                               |                  | | |                                     |                      |
| Otto Westphal                                                   | 1957             | 2-Alkylpyridine, α-Bromcarbonylverbindungen, 1,2-Diketone                                               | Bildung einer Pyridiniumverbindung, Cyclisierung | Azabicyclen                         | [ 30 ]               |
| Reaktionsschema Westphal-Synthese                               |                  | | |                                     |                      |
| Westphalen-Lettré-Umlagerung                                    |                  | | |                                     |                      |
| Theodor Westphalen, Hans Lettré                                 | 1915/1937        | Cholestantriol-diacetat, Säure                                                                          | Umlagerung einer Methylgruppe mit Abspaltung einer Hydroxygruppe | Bildung einer Doppelbindung         | [ 31 ] [ 32 ]        |
| Reaktionsschema Westphalen-Lettré-Umlagerung                    |                  | | |                                     |                      |
| Weygand-Löwenfeld-Zuckeroximabbau                               |                  | | |                                     |                      |
| Friedrich Weygand, Rudolf Löwenfeld                             | 1950             | Oxime von Zuckern, 2,4-Dinitrofluorbenzol                                                               | Bildung eines Nitrils, Abspaltung von Blausäure | um eine Einheit verkürzte Zucker    | [ 33 ]               |
| Reaktionsschema Weygand-Löwenfeld-Zuckeroximabbau               |                  | | |                                     |                      |
| Wharton-Fragmentierung                                          |                  | | |                                     |                      |
| Peter S. Wharton                                                | 1961             | Kohlenstoffketten mit Nukleophilen/Abgangsgruppen, Säure                                                | Fragmentierung in einzelne Moleküle | Alkene, Ketone etc.                 | [ 34 ]               |
| Reaktionsschema Wharton-Fragmentierung                          |                  | | |                                     |                      |
| Wharton-Olefinsynthese                                          |                  | | |                                     |                      |
| Peter S. Wharton                                                | 1961             | α,β-Epoxyketone, Hydrazin, Essigsäure                                                                   | Reduktion | Allylalkohole                       | [ 35 ]               |
| Reaktionsschema Wharton-Olefinsynthese                          |                  | | |                                     |                      |
| Whiting-Reaktion                                                |                  | | |                                     |                      |
| M. C. Whiting                                                   | 1954             | But-2-in-1,4-diole, Lithiumaluminiumhydrid                                                              | Reduktion | Buta-1,3-diene                      | [ 36 ]               |
| Reaktionsschema Whiting-Reaktion                                |                  | | |                                     |                      |
| Wibaut-Arens-Alkylierung                                        |                  | | |                                     |                      |
| J. P. Wibaut, J. F. Arens                                       | 1941             | Pyridin, Essigsäureanhydrid, Zink                                                                       | Bildung von 4-Acetylpyridin, Reduktion | 4-Ethylpyridin                      | [ 37 ]               |
| Reaktionsschema Wibaut-Arens-Alkylierung                        |                  | | |                                     |                      |
| Wichterle-Reaktion                                              |                  | | |                                     |                      |
| Otto Wichterle                                                  | 1948             | Cyclohexanone, 1,3-Dichlor-2-buten, Lithiumdiisopropylamid, Schwefelsäure                               | Robinson-Anellierung | bicyclische Verbindungen            | [ 38 ]               |
| Reaktionsschema Wichterle-Reaktion                              |                  | | |                                     |                      |
| Widman-Stoermer-Synthese                                        |                  | | |                                     |                      |
| Oskar Widman, R. Stoermer                                       | 1884/1909        | o-Aminoarylethylene, Natriumnitrit, Säure                                                               | Diazotierung, Cyclisierung | Cinnoline                           | [ 39 ] [ 40 ]        |
| Reaktionsschema Widman-Stoermer-Synthese                        |                  | | |                                     |                      |
| Wideqvist-Reaktion                                              |                  | | |                                     |                      |
| S. Wideqvist                                                    | 1937             | Ketone, Brommalonsäuredinitril, Säure, Iodid                                                            | Deprotonierung, Addition, Eliminierung von HOBr zum Dicycanoalken, Addition, Cyclisierung                                                                                   | Tetracyanocyclopropane              | [ 41 ]               |
| Reaktionsschema Wideqvist-Reaktion                              |                  | | |                                     |                      |
| Wieland-Umlagerung                                              |                  | | |                                     |                      |
| Heinrich Wieland                                                | 1911             | Triphenylmethylperoxide                                                                                 | Umlagerung, Dimerisierung | Benzpinakol-diphenylether           | [ 42 ]               |
| Reaktionsschema Wieland-Umlagerung                              |                  | | |                                     |                      |
| Willgerodt-Kindler-Reaktion                                     |                  | | |                                     |                      |
| Conrad Willgerodt, Karl Kindler                                 | 1887/1923        | Alkylarylketone, Schwefel, Amine                                                                        | Bildung eines Enamins, Elektrophiler Angriff des Schwefels, Umlagerungen zum Thioamid, Hydrolyse                                                                            | Arylcarbonsäuren                    | [ 43 ] [ 44 ]        |
| Reaktionsschema Willgerodt-Kindler-Reaktion                     |                  | | |                                     |                      |
| Williams-Aminosäuresynthese                                     |                  | | |                                     |                      |
| Robert M. Williams                                              | 1986             | α-Aminoalkohole, Bromessigsäureethylester, Boc2O, NBS, Metallalkyle, Wasserstoff                        | Bildung eines N-haltigen Lactons, Bromierung, nucleophile Substitution, Hydrierung                                                                                          | Aminosäuren                         | [ 45 ]               |
| Reaktionsschema Williams-Aminosäuresynthese                     |                  | | |                                     |                      |
| Winstein-Umlagerung                                             |                  | | |                                     |                      |
| S. Winstein                                                     | 1950             | allylische Azide                                                                                        | [3+3]-sigmatrope Umlagerung | stabilere allylische Azide          | [ 46 ]               |
| Reaktionsschema Winstein-Umlagerung                             |                  | | |                                     |                      |
| Wissner-Hydroxyketonsynthese                                    |                  | | |                                     |                      |
| Allan Wissner                                                   | 1978             | Carbonsäurechloride, Tris(trimethylsiloxy)ethylen                                                       | Bildung einer α-Hydroxy-β-Ketocarbonsäure, Decarboxylierung | Hydroxyketone                       | [ 47 ]               |
| Reaktionsschema Wissner-Hydroxyketonsynthese                    |                  | | |                                     |                      |
| Williamson-Ether-Synthese                                       |                  | | |                                     |                      |
| Alexander William Williamson                                    | 1850             | Alkoholate, Halogenalkylverbindungen                                                                    | nukleophile Substitution | Ether                               | [ 48 ]               |
| Reaktionsschema Williamson-Ether-Synthese                       |                  | | |                                     |                      |
| Witkop-Winterfeldt-Oxidation                                    |                  | | |                                     |                      |
| Bernhard Witkop, Ekkehard Winterfeldt                           | 1951/71          | Indole, Oxidationsmittel                                                                                | oxidative Spaltung, Camps-Cyclisierung | Chinolone                           | [ 49 ] [ 50 ]        |
| Reaktionsschema Witkop-Winterfeldt-Oxidation                    |                  | | |                                     |                      |
| Witt-Diazotierung                                               |                  | | |                                     |                      |
| Otto N. Witt                                                    | 1909             | aromatische Amine, konzentrierte Salpetersäure, Kaliumdisulfit                                          | Diazotierung | Diazoverbindungen                   | [ 51 ]               |
| Reaktionsschema Witt-Diazotierung                               |                  | | |                                     |                      |
| Wittig-Horner-Reaktion                                          |                  | | |                                     |                      |
| siehe Horner-Wadsworth-Emmons-Reaktion                          |                  | | |                                     |                      |
| Wittig-Reaktion                                                 |                  | | |                                     |                      |
| Georg Wittig                                                    | 1953             | Aldehyde/Ketone, Phosphorylverbindungen                                                                 | Bildung eines vieratomigen Ringes, Zerfall | Alkene                              | [ 52 ]               |
| Reaktionsschema Wittig-Reaktion                                 |                  | | |                                     |                      |
| 1,2-Wittig-Umlagerung                                           |                  | | |                                     |                      |
| Georg Wittig                                                    | 1942             | Ether, Alkyllithiumverbindungen                                                                         | Umlagerung | Alkohole                            | [ 53 ]               |
| Reaktionsschema 1,2-Wittig-Umlagerung                           |                  | | |                                     |                      |
| 2,3-Wittig-Umlagerung                                           |                  | | |                                     |                      |
| Georg Wittig                                                    | 1949             | Allylether, Base                                                                                        | Umlagerung | Allylalkohole                       | [ 54 ]               |
| Reaktionsschema 2,3-Wittig-Umlagerung                           |                  | | |                                     |                      |
| Wittig-Gilman-Reaktion (Wittig-Witt-Halogenaustausch)           |                  | | |                                     |                      |
| Georg Wittig, Henry Gilman                                      | 1938/39          | Organolithiumverbindungen, Alkylhalogenide                                                              | Metall-Halogen-Austausch | stabilere Organolithiumverbindungen | [ 55 ] [ 56 ]        |
| {\displaystyle {\ce {R1X + R2Li -> R1Li + R2X}}}                |                  | | |                                     |                      |
| Wohl-Abbau                                                      |                  | | |                                     |                      |
| Alfred Wohl                                                     | 1893             | Aldosen, Essigsäureanhydrid, Hydroxylamin, Natriumacetat, Natriummethanolat, Salzsäure                  | Oximbildung, Acetylierung, Bildung eines Nitrils, Ersetzen des Nitrils durch eine Methoxygruppe, Abspaltung von Essigsäuremethylester unter Aldehydbildung, Desacetylierung | um ein C-Atom verkürzte Aldosen     | [ 57 ]               |
| Reaktionsschema Wohl-Abbau                                      |                  | | |                                     |                      |
| Wohl-Aue-Reaktion                                               |                  | | |                                     |                      |
| Alfred Wohl, W. Aue                                             | 1901             | aromatische Nitroverbindungen, Aniline, Base                                                            | | Phenazine                           | [ 58 ]               |
| Reaktionsschema Wohl-Aue-Reaktion                               |                  | | |                                     |                      |
| Wohl-Ziegler-Bromierung                                         |                  | | |                                     |                      |
| Alfred Wohl, Karl Ziegler                                       | 1919/1942        | Alkene, N-Bromsuccinimid, AIBN                                                                          | radikalische Bromierung | α-Bromalkene                        | [ 59 ] [ 60 ]        |
| Reaktionsschema Wohl-Ziegler-Bromierung                         |                  | | |                                     |                      |
| Wöhler-Synthese                                                 |                  | | |                                     |                      |
| Friedrich Wöhler                                                | 1828             | Cyanate, Ammoniak (oder Ammoniumchlorid)                                                                | Bildung von Ammoniumcyanat | Harnstoff                           | [ 61 ]               |
| Reaktionsschema Wöhler-Synthese                                 |                  | | |                                     |                      |
| Wolffenstein-Böters-Reaktion                                    |                  | | |                                     |                      |
| Richard Wolffenstein, Oskar Böters                              | 1906             | Benzol, Quecksilber(II)-nitrat, Salpetersäure                                                           | Bildung eines π-Komplexes mit Quecksilber, Addition von Wasser zu Phenol, elektrophile aromatische Nitrierung                                                               | Di- und Trinitrophenol              | [ 62 ]               |
| Reaktionsschema Wolffenstein-Böters-Reaktion                    |                  | | |                                     |                      |
| Wolff-Kishner-Reduktion                                         |                  | | |                                     |                      |
| Ludwig Wolff, Nicolai Kishner                                   | 1911/12          | Aldehyde/Ketone, Hydrazin, Base                                                                         | Reduktion | Alkane                              | [ 63 ] [ 64 ]        |
| Reaktionsschema Wolff-Kishner-Reduktion                         |                  | | |                                     |                      |
| Wolff-Umlagerung                                                |                  | | |                                     |                      |
| Ludwig Wolff                                                    | 1902             | α-Diazoketone                                                                                           | Stickstoffabspaltung, Umlagerung | Ketene                              | [ 65 ]               |
| Reaktionsschema Wolff-Umlagerung                                |                  | | |                                     |                      |
| Wolfram-Schörnig-Hansdörfer-Carboxymethylierung                 |                  | | |                                     |                      |
| Arthur Wolfram, Ludwig Schörnig, Emil Hausdörfer                | 1932             | Aromaten, Chloressigsäure, Kaliumbromid                                                                 | Substitution | Arylessigäuren                      | [ 66 ]               |
| Reaktionsschema Wolfram-Schörnig-Hansdörfer-Carboxymethylierung |                  | | |                                     |                      |
| Wolfrom-Karabinos-Carbonylreduktion                             |                  | | |                                     |                      |
| M. L. Wolfrom, J. V. Karabinos                                  | 1944             | Carbonylverbindungen, Thiole, Wasserstoff/Raney-Nickel                                                  | Bildung eines Thioketals, Reduktion | Alkylverbindungen                   | [ 67 ]               |
| Reaktionsschema Wolfrom-Karabinos-Carbonylreduktion             |                  | | |                                     |                      |
| Woodward-cis-Dihydroxylierung                                   |                  | | |                                     |                      |
| siehe Prévost-Woodward-Hydroxylierung                           |                  | | |                                     |                      |
| Wright-Indolinsynthese                                          |                  | | |                                     |                      |
| Stephen W. Wright                                               | 1996             | o-Brommethyltrifluoracetanilide, Brommalonsäurediester, Kaliumtertbutanolat                             | Tandem-bis-Alkylierung | Indolin-2,2-dicarboxylate           | [ 68 ]               |
| Reaktionsschema Wolfrom-Karabinos-Carbonylreduktion             |                  | | |                                     |                      |
| Wurtz-Fittig-Reaktion                                           |                  | | |                                     |                      |
| Adolphe Wurtz, Rudolph Fittig                                   | 1864             | Halogenalkane, Halogenaromaten, Natrium                                                                 | Kupplung | alkylierte Aromaten                 | [ 69 ]               |
| Reaktionsschema Wurtz-Fittig-Reaktion                           |                  | | |                                     |                      |
| Wurtz-Kupplung                                                  |                  | | |                                     |                      |
| Adolphe Wurtz                                                   | 1855             | Halogenalkane, Natrium                                                                                  | Kupplung | symmetrische Alkane                 | [ 70 ]               |
| Reaktionsschema Wurtz-Kupplung                                  |                  | | |                                     |                      |